# モヨロ鍋
モヨロ鍋（モヨロなべ）、鮭を主材料とした北海道網走市のご当地グルメの鍋料理である。名前の「モヨロ」とは網走川河口で発掘された、オホーツク文化（3世紀から12世紀まで、北海道オホーツク海沿岸に営まれた古代文化）の遺跡「モヨロ貝塚」から取っている。

## 概要
オホーツク海で取れた魚介類と網走が発祥とされているすり身を具材とした鍋料理で、オホーツク文化の土器に見立てた特製の鍋で提供される。網走市観光協会によると、料理の要件は下記の通りである。
- 名称は「網走モヨロ鍋」とする
- 鍋は、指定の鍋をつかう
- オホーツクサーモン（カラフトマス）を使用すること
- スープはオホーツク塩を使用した塩味をベースとする
- 白魚醤油を使用すること
- すり身をいれること
- 地元の貝をいれること
- 地元の野菜を使うこと
- 共通ののぼり及び店内ポップを使用すること
- 謎のオホーツク文化人をイメージさせるようなテーマとすること